# Осада Шавиша
Термин Осада Шавиша относится к французской осаде и захвату Шавиша, Португалия, с 10 по 12 марта 1809 года, а также к последующей осаде и возвращению города португальскими войсками с 21 по 25 марта 1809 года. Эти боевые действия произошли во время второго французского вторжения в Португалию времён Пиренейских войн, которые являются частью наполеоновских войн.

## Французские вторжения (1807—1811)
Во время Пиренейских войн Португалия перенесла три вторжения французских войск. Северный регион Траз-уш-Монтиш, как и вся страна, попали под наполеоновское регентство Жюно. Как только пришло известие о высадке англичан в португальской провинции Эштремадура, вспыхнуло восстание. Браганса, а вскоре после этого и Шавиш, объявили об освобождении. Для борьбы с захватчиками были сформированы отряды ополченцев.
Наполеон, обеспокоенный происходящим в Испании и расстроенный неудачей своих войск, решил лично прибыть на Пиренеи, для завоевания которых он выделил 300 тыс. человек. Количество британцев, высадившихся в 1807 году в Галисии под командованием генерала Джона Мура, не превышало 30 тыс. человек. Благодаря своей обычной манёвренности Наполеон разделил и уничтожил англичан и испанцев серией быстрых и точных ударов. Он приказал Сульту преследовать англичан в Галисии. Армия Мура была побеждена, и французы преследовали её через горы Луго; сам британский генерал был убит во время заключительных боев, проведенных возле залива Ла-Коруньи, где остатки его войск погрузились на корабли и отплыли.
Несколько месяцев спустя Сульт получил приказ вторгнуться в Португалию с севера и изгнать англичан с португальской земли. Однако выполнение приказа было сильно затруднено зимой, которая сделала реку Минью почти непроходимой, и сопротивлением португальских войск, расположенных между Сервейрой и Валенсой. Тогда генерал Сульт решил обойти гористую границу Верхнего Миньо и проникнуть через сухопутную границу Траз-уш-Монтиш. Его силы насчитывали около 23 тыс. человек (среди них 4 тыс. кавалеристов) и 50 единиц артиллерии. Некоторые из этих войск имели опыт сражения при Фридланде и Аустерлице. Граница была пересечена 7 марта 1809 года.

## Атака на Шавиш
Защита границы Траз-уш-Монтиш находилась в руках бригадира Франсиско Сильвейры, чьи силы, насчитывавшие 2800 человек регулярных войск, 2500 ополченцев и только 50 кавалеристов, были сосредоточены вокруг крепости Шавиша. Укрепления, находившиеся в плохом состоянии, были защищены 50 артиллерийскими орудиями, но лишь немногие из них были пригодны для стрельбы. Командовал гарнизоном подполковник Франсиско Писарро. После первоначальных стычек у границы португальские войска отступили к Шавишу, а затем Сильвейра приказал покинуть крепость.
Это решение вызвало большие волнения среди ополченцев и населения. Бригадир благоразумно повёл свои войска на юг, избегая любого риска столкновения с превосходящими силами противника. Но под давлением мирного населения и ополченцев подполковник Франсиско Писарро не повиновался приказам и принял командование народными силами, готовясь противостоять вторжению с 500 военнослужащими (1-я линия), 2000 ополченцами (2-я линия) и 1200 солдат орденансас (порт. Ordenanças, португальское регулярное ополчение) (3-я линия). Сильвейра попытался отговорить его, даже созвал военный совет для обсуждения проблемы, но не смог получить формальное решение, тем более что французы, прибывшие 10 марта, уже готовились атаковать самый северный форт Сан-Неутел. Писарро решил держаться, и будущий граф с офицерами ушли к своему войску, которое заняло высокогорье к югу от Шавиша.
Затем Сульт предложил португальцам сдать крепость Шавиш, но ответа не последовало. Вскоре защитникам крепости стало очевидно, что сопротивление бесполезно. Хотя огонь из артиллерии и мушкетов продолжался с момента прибытия французов, в конечном итоге защитники признали, что решение Сильвейры отступить было наиболее разумным. Сульт отправил второе предложение сдать крепость, и оно было принято 12 марта. Шавиш сдался, и 13 марта французские войска вошли в город. Сульт, имея на руках такое количество заключённых, освободил всех мирных жителей, бывших членами ополчения и орденансас, под присягой не браться за оружие против французов, и попытался завербовать 500 человек из линейных войск, которые вскоре дезертировали. Эти действия маршала Сульта подвергались резкой критике со стороны нескольких его офицеров, особенно тех, кто участвовал в первом французском вторжении в Португалию в прошлом году под командованием Жюно, поскольку они предпочитали, чтобы цитадель была взята штурмом, а гарнизон уничтожен.

## Португальская контратака
Между тем португальские войска покинули свои позиции возле Видагу и отступили дальше на юг, к невысокому перевалу между Вила-Поука и Вила-Реал. Однако Сульт решил отправиться на юг через Барросу, скорее на запад, чем на юг. Он оставил в Шавише небольшой гарнизон из нескольких сотен человек под командованием майора Мессегера и госпиталь с множеством раненых и больных, который он перенес из Монтерея, Галисия. Как только Сильвейра узнал, что основная французская армия ушла, он решил атаковать Шавиш. В течение нескольких дней французский отряд приближался к Вила-Поука, пытаясь заставить укрепившиеся португальские силы отступить. Но вскоре выяснилось, что этот отряд отправились в Ботикаш, чтобы присоединиться к основной французской армии, которая уже шла на запад. Вскоре после этого армия Сульта выиграла первую битву при Порту.
Сильвейра снова спустился в долину реки Тамега и 21 марта напал на крепость Шавиш. Небольшой французский гарнизон пытался сопротивляться, но португальцы хорошо знали город и смогли проникнуть сквозь стены через отверстие под названием «Дыра мясников». На улицах происходили рукопашные бои, и французы, оставив почти 300 погибших, отступили в форт Сан-Франциско. 200 французов попали в плен к португальцам. Португальцы, не имея артиллерии, четыре дня полностью блокировали французов. На пятый день, когда всё было готово к заключительной атаке, Сильвейра предъявил Мессегеру ультиматум, согласно которому тот должен был сдаться без предварительных условий. Мессегер попросил ещё час, чтобы принять решение. Когда по истечении указанного времени ответа не последовало, Сильвейра предъявил окончательный ультиматум, предупредив гонца, что, если французы не сдадутся через пять минут, он отдаст приказ о штурме форта. Французский командующий немедленно сдался. 25 офицеров, 23 мирных жителя и врачей и около 1300 солдат были взяты в плен и отведены под конвоем в Вила-Реал. 114 испанцев, которых Сульт оставил в Шавише в качестве пленников, вернулись на свободу.
Этот умелый и отважный манёвр Сильвейры серьёзно расстроил планы Сульта, заставив его сделать паузу из-за отсутствия линии снабжения между Дуэро и Вогой. После второй битвы при Порту Уэлсли принудил французскую армию быстро отступить к исходной точке — городу Оренсе в Галисии, Испания. На последнем этапе этого отступления Сильвейра почти смог перехватить французские войска под Монталегре. Некоторые из его отрядов даже видели, как арьергард противника пересекает границу около скалистых гор Ларуко. Бересфорд подошел к Шавишу, но упустил возможность уничтожить французов. Как только опасность миновала, Бересфорд по настоянию Сильвейры созвал военный трибунал по делу Франсиско Писарро. Он состоялся в Лиссабоне в 1809 году и принял решение, что безрассудный подполковник невиновен в предъявленных ему обвинениях.
Поражение французов от плохо вооружённой португальской армии отвело городу Шавиш важное место в истории Португалии. Это, вместе с разгромом про-роялистских сил в 1912 году, принесло Шавишу заслуженный титул города-героя (Cidade Heróica de Chaves). Его именем было названо множество улиц и проспектов в Португалии.